# (15742) Laurabassi
(15742) Laurabassi ist ein Asteroid des Hauptgürtels. Sein mittlerer Durchmesser wurde mit 4,869 (±0,291) km berechnet. Entdeckt wurde er am 6. Juni 1991 von E. W. Elst am European Southern Observatory.
Benannt ist er nach der italienischen Physikerin und Philosophin  Laura Bassi (1711–1778), welche die erste neuzeitliche Universitätsprofessorin Europas war.
(15742) Laurabassi bewegt sich in 4,411 Jahren in einem Abstand zwischen 2,603 (Perihel) und 2,777 (Aphel) astronomischen Einheiten um die Sonne. Die Bahn ist 14,2° gegen die Ekliptik geneigt, die Bahnexzentrizität beträgt 0,032.